# Tredje Rom (Moskva)
Det "Tredje Rom" är en beteckning som syftar på Moskva efter Östroms fall 1453, vid detta tillfälle flyttades maktbalansen i den grekisk-ortodoxa religionen till Ryssland och Moskva. Ryssland och dess Tsarer gillade tanken med att vara arvtagare till Östrom, och utnyttjade detta till att grundlägga det ryska imperiet. Man antog därför titel Tsar, som syftar tillbaka på Julius Caesar och man gjorde även det Östromerska rikets statsvapen till sitt eget, vilket är förklaringen till att Ryssland idag för den dubbelhövdade örnen i sitt vapen.